# Panòpolis
Panòpolis fou el nom grec de la ciutat egípcia de Khen-Min o Khent-Min, que també va portar el nom d'Apu o Ipu; els coptes la van anomenar Khmin o Shmin i els grecs la van anomenar inicialment Khemmis fins que, sota els ptolemaics, fou convertida en Panòpolis. Era a la riba oriental del Nil. En l'actualitat la ciutat duu el nom d'Akhmim.
La ciutat era centre del culte a Min, déu de la fertilitat i senyor del deserts entre el Nil i la mar Roja i que els grecs identificaven amb Pan. Heròdot parla del seu temple i Estrabó diu que els seus habitants eren teixidors i talladors de pedra. La ciutat fou la capital del nomós IX de l'Alt Egipte. Queden poques restes dels temples de Min i de Repyt, ja que gran part dels seus materials foren usats en segles passats per a les construccions dels habitants i la seva existència només es coneix per les descripcions de cronistes musulmans i per les troballes recents. Les restes que romanen corresponen a temples del període grecoromà.
Una capella construïda per Tuthmosis III és a la vora del llogaret d'Al-Salamuni, mal conservada. Queden uns gravats ptolemaics, en els quals es veu Ptolemeu II Filadelf davant de Min i altres déus; Aya i la reina Ti davant Min i altres déus; Aya i Ti davant Min, Hathor, Horus i Mehit; i tres en què es veu Tuthmosis III davant Min, davant Amon-Ra i davant diversos déus.
Darrerament (1981) s'ha trobat, entre d'altres, una estàtua d'una reina anomenada Meryetamun ('estimada del déu Amon'), concubina de Ramsès II després de la mort de Nefertiti i sacerdotessa de Min. Aquesta estàtua es troba actualment en el centre de la ciutat moderna, i mesura uns 11 metres d'altura. Una altra estàtua de la reina i del faraó mesura uns 6 metres.
Prop de la ciutat, hi ha el lloc anomenat porta de la Gorga de Pan, un temple dedicat a Min i a Amon-Ra, que fou construït per Ay (el successor de Tutankhamon) i és dels pocs temples que va construir.
Fou la ciutat de naixement de Nonos de Panòpolis, un famós poeta grec dels segles IV i V. També es creu que seria el lloc de naixement de Iuya, oficial de Tuthmosis IV i d'Amenhotep III.
A l'època cristiana fou seu d'un bisbat. Michel Le Quien esmenta com a bisbes Arios (amic de sant Pakomios, que va crear tres convents a la ciutat), Sabinus i Efesos vers el 431; sant Menas, i altres bisbes posteriors jacobites. Els musulmans la van ocupar el 641.
Els monestirs foren abundants a la regió; probablement, hi va morir el patriarca Nestori buscant refugi de les persecucions i ja vell; també hi va viure Shenouda o Sinuthius, apòstol o profeta dels coptes ortodoxos, que fou monjo a Atrepe (Sohag) i va dirigir al poble en la destrucció dels edificis pagans (va morir el 451).
Excavacions arqueològiques han posat al descobert una necròpoli prop de la ciutat al costat del llogaret d'Al-Hawawish; al cementiri cristià, s'han trobat nombrosos manuscrits que inclouen fragments de llibres, l'Apocalipsi segons Pere i les actes del concili d'Efes; i inscripcions cristianes. Hi ha també cementiris al nord de la ciutat, a Nag el-Kilabat i a Al-Sawama.